# Paz de Ariporo
Paz de Ariporo ist eine Gemeinde (municipio) im Departamento Casanare in Kolumbien.

## Geographie
Paz de Ariporo liegt im Nordosten von Casanare auf einer Höhe von etwa 270 Metern in den kolumbianischen Llanos 90 km von Yopal und 426 km von Bogotá entfernt. Die Gemeinde ist mit einer Ausdehnung von etwa 13.800 m² eine der größten Gemeinden Kolumbiens und nimmt 27 % der Fläche von Casanare ein. An die Gemeinde grenzen im Norden Hato Corozal, im Osten Cravo Norte im Departamento de Arauca und La Primavera im Departamento de Vichada, im Süden Trinidad und im Westen Pore und Támara.

## Bevölkerung
Die Gemeinde Paz de Ariporo hat 26.237 Einwohner, von denen 19.294 im städtischen Teil (cabecera municipal) der Gemeinde leben (Stand: 2019).

## Geschichte
Die Ursprünge von Paz de Ariporo gehen auf das 18. Jahrhundert zurück. Die Siedlung am Fuße der Ostkordillere der Anden wurde 1850 nach dem bekanntesten Sohn der Stadt, dem General Juan Nepomuceno Moreno, Moreno genannt. Moreno war in der zweiten Hälfte des 19. Jahrhunderts die wichtigste Siedlung von Casanare. Allerdings litt der Ort unter dem Bürgerkrieg und lag Mitte des 20. Jahrhunderts in Ruinen. Deswegen wurde Moreno 1953 aufgegeben und an der heutigen Stelle, näher am Flughafen und mitten in den Llanos, neu gegründet. Aufgrund des Friedensprozesses, der zu dieser Zeit am nahegelegenen Río Ariporo erfolgte, wurde der Ort Paz de Ariporo genannt. Seit 1974 hat Paz de Ariporo den Status einer Gemeinde.

## Wirtschaft
Die wichtigsten Wirtschaftszweige sind Rinderproduktion, Landwirtschaft, Handel und Erdölgewinnung.

## Verkehr
Paz de Ariporo verfügt über einen Flughafen (IATA-Code: PZA).